# Jack Doohan
Jack Doohan (Gold Coast, Queensland; 20 de enero de 2003) es un piloto de automovilismo australiano. Desde 2018 hasta 2021 fue miembro del Equipo Júnior de Red Bull, y perteneció a la Academia Alpine desde 2022 a 2024. Ha sido subcampeón del Campeonato de Fórmula 3 de la FIA en 2021, tercero en el Campeonato de Fórmula 2 de la FIA en 2023, y dos veces subcampeón del Campeonato Asiático de F3 en 2019 y 2019-20.
En 2024 y 2025, fue piloto titular de Alpine en Fórmula 1 durante siete Grandes Premios, debutando en el Gran Premio de Abu Dabi de 2024, tras dos años siendo piloto reserva de dicha  escudería. Tras su última participación en el Gran Premio de Miami de 2025, fue sustituido por el argentino Franco Colapinto, volviendo a su condición de piloto reserva del equipo francés.
Es hijo de Mick Doohan, cinco veces campeón del Campeonato Mundial de Motociclismo de 500cc.

## Carrera

### Karting
Doohan comenzó su carrera en el karting en 2013, participando a nivel nacional e internacional hasta 2017. Logró dos títulos nacionales en 2015 y 2016.

### Fórmula 4

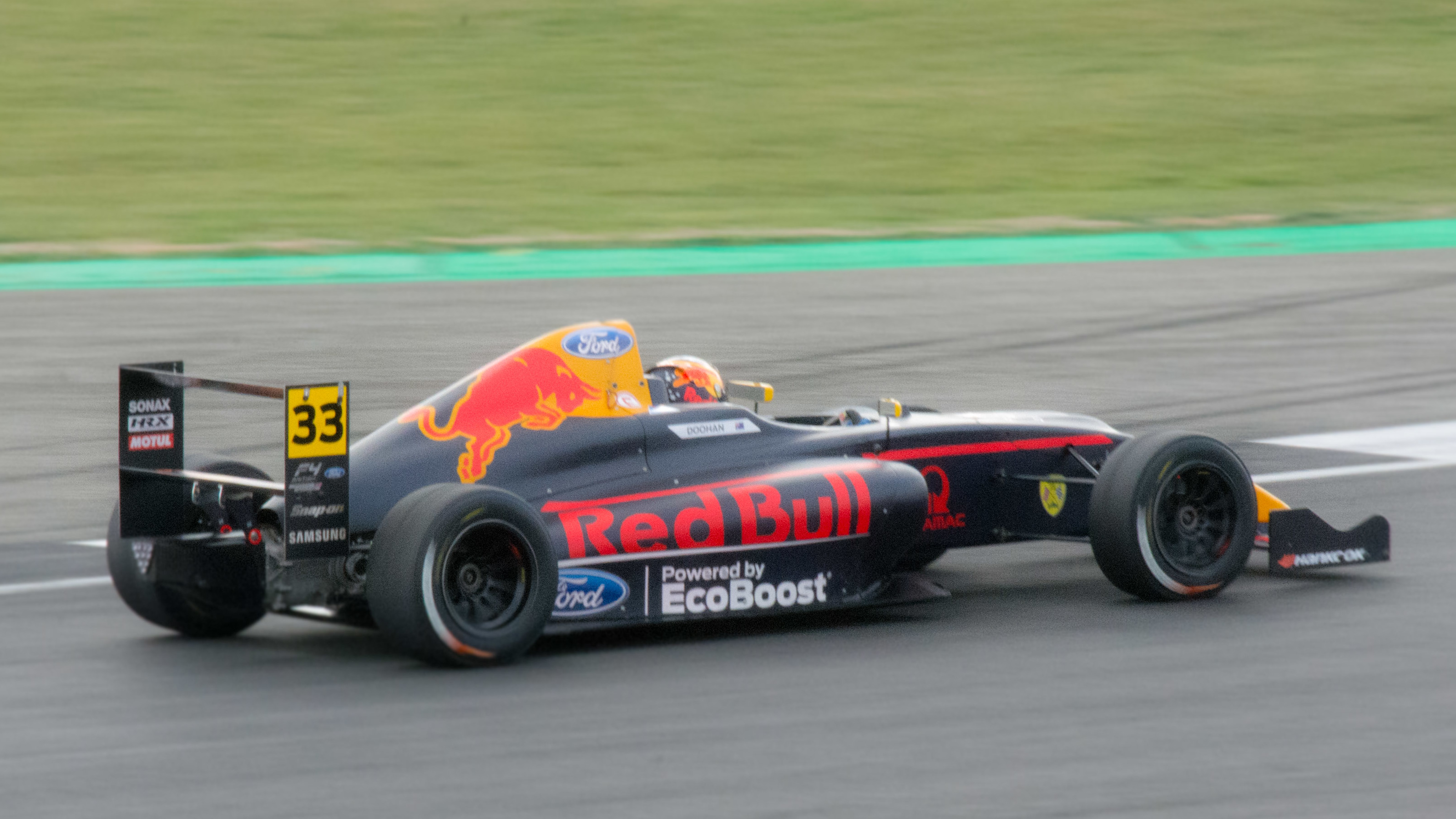
Jack Doohan con los colores del Equipo Júnior de Red Bull en Silverstone.

En 2018, fue promovido a carreras de monoplazas, participando en la Fórmula 4 Británica. Logró tres victorias en doce podios y siete vueltas rápidas, para poder terminar quinto en el Campeonato de Pilotos.
A su vez, compitió en ADAC Fórmula 4 para Prema Powerteam en las dos rondas de Hockenheimring y en Nürburgring, finalizando duodécimo en el campeonato. También participó en el Campeonato de Italia de Fórmula 4 para el mismo equipo en las rondas de Le Castellet y Monza, acabando vigésimo en el Campeonato de Pilotos.

### Campeonato Asiático de F3
En 2019, Jack ingresó al Campeonato Asiático de F3 con Hitech Grand Prix. Ganó cinco carreras a lo largo del año, terminando subcampeón en el campeonato con 276 unidades. También participó en tres carreras en la serie de invierno, subiendo dos veces al podio, pero no sumó puntos al ser piloto invitado.
En la temporada 2019-20, pasó a la escudería Pinnacle Motorsport. Logró seis victorias en diez podios y cuatro poles, para finalizar nuevamente subcampeón con 229 puntos.

### Campeonato de Fórmula 3 de la FIA

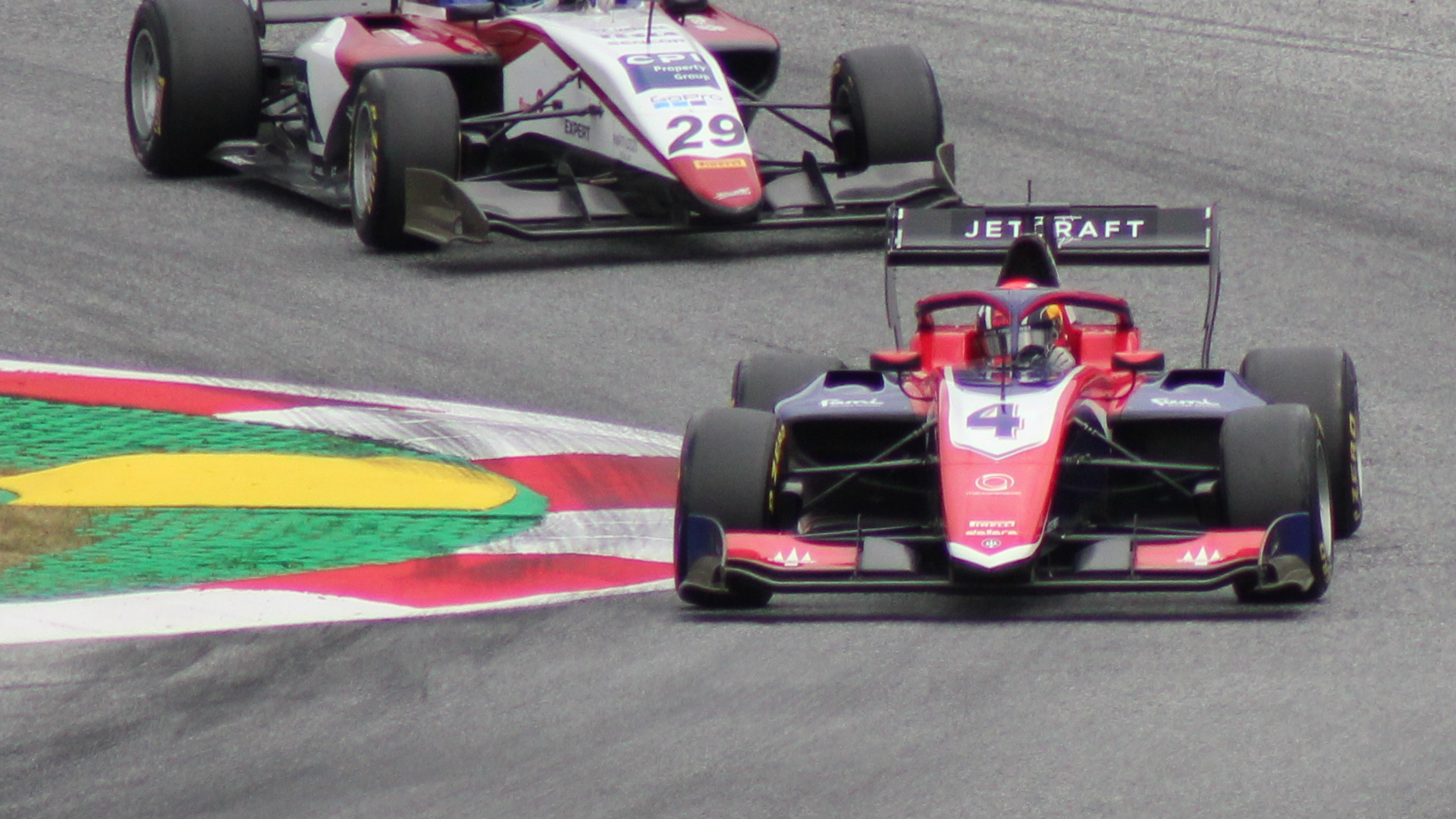
Jack Doohan en la ronda de Austria de 2021.

En enero de 2020, Doohan firmó contrato con la escudería HWA RACELAB para participar en el Campeonato de Fórmula 3 de la FIA junto a Enzo Fittipaldi y Jake Hughes. A lo largo de las 21 carreras, Doohan logró cuatro victorias y otro tres podios que le valieron para ser subcampeón detrás del noruego Dennis Hauger.

### Campeonato de Fórmula 2 de la FIA

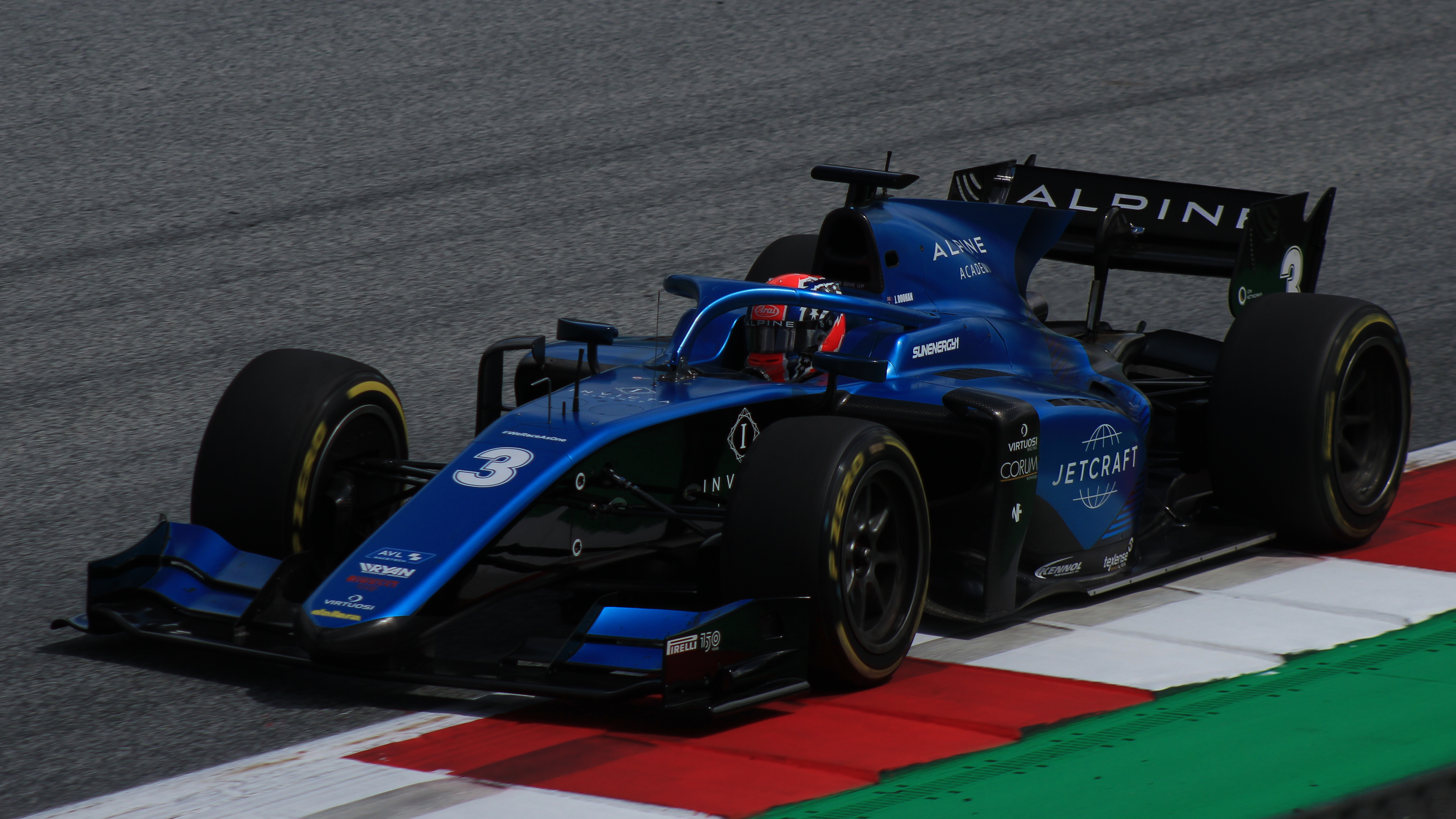
Jack Doohan en la ronda de Spielberg de Fórmula 2 2022.

En noviembre de 2021, tras haber finalizado la temporada de F3, el australiano se unió al Campeonato de Fórmula 2 de la FIA para disputar las últimas dos rondas del año con la escudería MP Motorsport. En diciembre del mismo año firmó contrato con Virtuosi Racing junto a Marino Sato para correr en la temporada 2022.
Jack Doohan compitió en Fórmula 2 durante 2022 y 2023, logrando resultados destacados. En 2022, logró tres victorias, tres poles y seis podios, terminando sexto en el campeonato. Durante 2023, con estadísticas similares, logró ser tercero en la clasificación general, detrás de Théo Pourchaire y Frederik Vesti. Al final de 2023, dejó la categoría para enfocarse en su desarrollo para llegar a la Fórmula 1 en 2025.
Es junto a Oscar Piastri, los únicos pilotos en la historia de la categoría en lograr un Grand Chelem, pole, victoria, vuelta rápida y liderar todas las vueltas de una carrera, lo hizo en la ronda de Budapest 2023.

### Fórmula 1

#### Pruebas con Alpine (2022-2024)

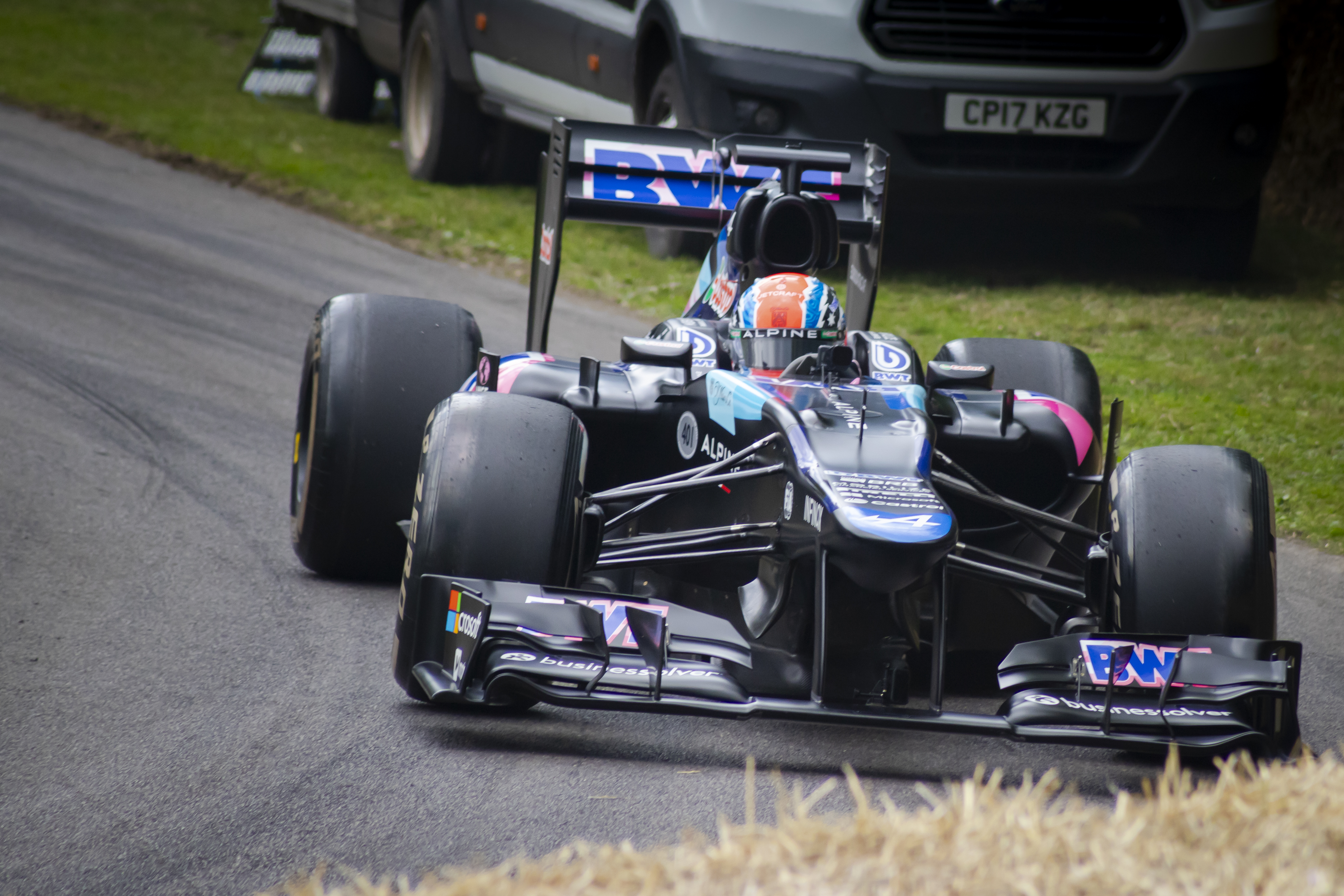
Jack Doohan en el Circuito de Goodwood conduciendo el Lotus E20 con los colores de Alpine.

Jack Doohan ingresó a la Academia Alpine 2022, luego de ser miembro de la academia de Red Bull. En mayo de ese año, realizó su primera prueba en un monoplaza de Fórmula 1, el A521 de la temporada anterior. Luego de otras pruebas privadas, Doohan participó por primera vez de una sesión de entrenamientos libres en el Gran Premio de la Ciudad de México de 2022, y luego repitió en el GP de Abu Dabi y en las pruebas de postemporada. En 2023 y 2024 fue el piloto de reserva de Alpine, y volvió a disputar sesiones de entrenamientos libres.
En agosto de 2024, Alpine F1 Team confirmó a Doohan como piloto titular en sustitución de Esteban Ocon, y teniendo de compañero al experimentado Pierre Gasly en la temporada 2025.

#### Piloto de Alpine (2024-2025)

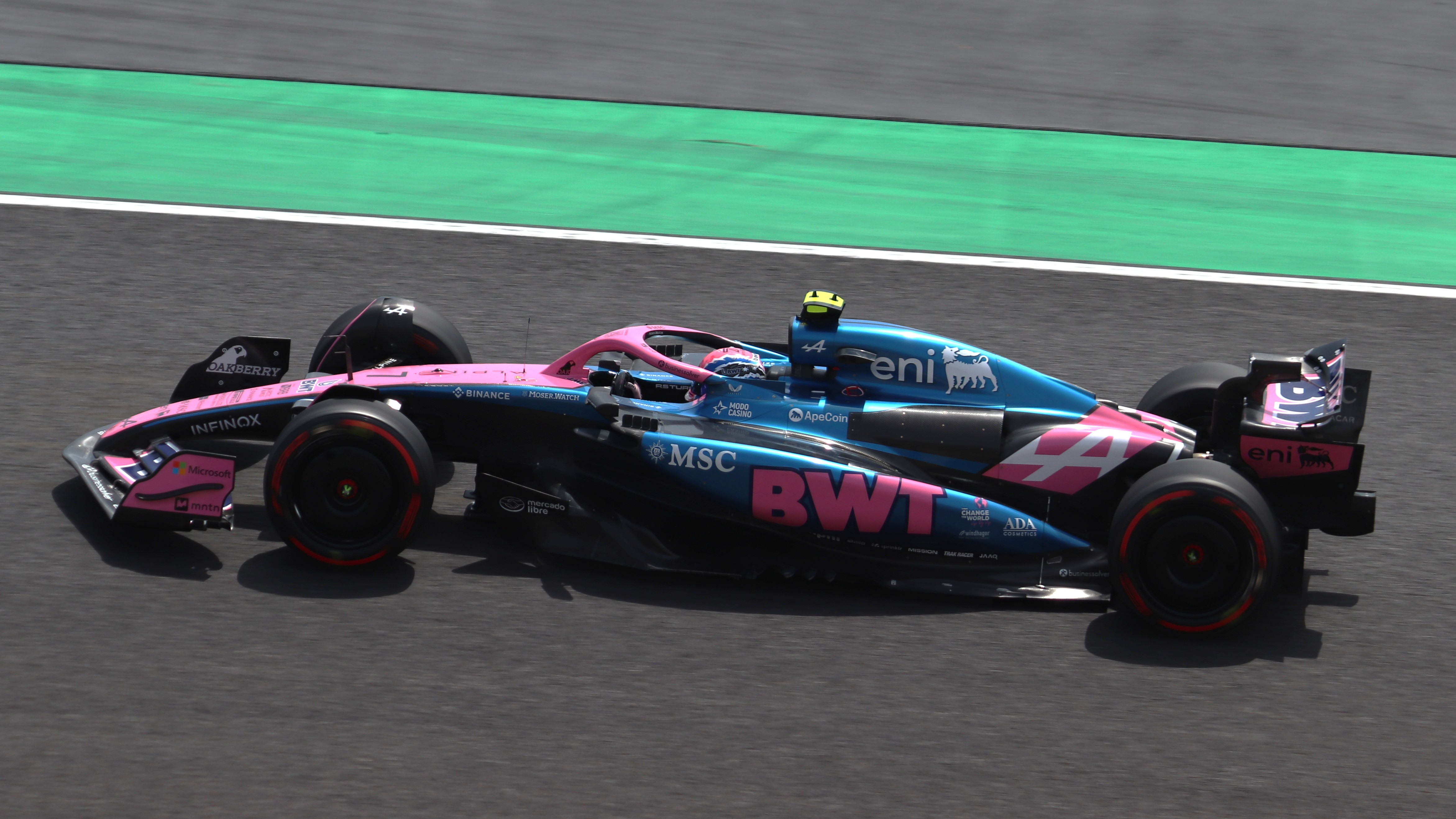
Jack Doohan en el Gran Premio de Japón de 2025.

En diciembre de 2024, se confirmó que remplazaría con efecto inmediato a Esteban Ocon, a falta de la última carrera de la temporada.
Ya en 2025, en medio de los rumores de que podría ser reemplazado por el nuevo piloto reserva, Franco Colapinto a principios de la temporada, Flavio Briatore, asesor de Alpine y manager de Doohan, declaró: «si hay un piloto que no me está dando resultados, lo cambiaré». Doohan comentó: «siempre vas a tener presión sobre tus hombros en un deporte tan feroz».
En la primera carrera del año, en Australia, clasificó decimocuarto, antes de estrellarse en la primera vuelta en condiciones de lluvia. En China recibió penalizaciones de diez segundos tanto en la carrera sprint como en la principal, ya que terminó último y decimotercero, respectivamente, causando una colisión con Gabriel Bortoleto en la primera y obligó a Isack Hadjar a salir de la pista en la segunda. En la segunda sesión de prácticas libres en el Gran Premio de Japón, no pudo cerrar el sistema DRS de su A525, e hizo que se estrellara contra las barreras a 260 km en la primera curva. Para la carrera se clasificó decimonoveno y terminó decimoquinto. El australiano pudo mejorar en clasificación y logró ubicarse undécimo en Baréin y terminar decimocuarto en la carrera, recibiendo una penalización de cinco segundos por exceder los límites de la pista. Quedó decimoséptimo tanto en clasificación como en la carrera de Arabia Saudita después de una apuesta estratégica bajo condiciones de auto de seguridad. En el Gran Premio de Miami, clasificó decimocuarto, pero tuvo que retirarse debido a una colisión con Liam Lawson en la primera vuelta.
Finalmente, el 7 de mayo, tras un bajo desempeño en el equipo, Jack fue reemplazado por Colapinto a partir del Gran Premio de Emilia-Romaña, mientras que el australiano seguirá, pero como piloto reserva.

## Resumen de carrera
| Temporada | Categoría                                     | Equipo                       | Carreras          | Victorias         | Poles             | VR                | Podios            | Puntos            | Pos.              |
| --------- | --------------------------------------------- | ---------------------------- | ----------------- | ----------------- | ----------------- | ----------------- | ----------------- | ----------------- | ----------------- |
| 2018      | Fórmula 4 Británica                           | TRS Arden Junior Racing Team | 30                | 3                 | 0                 | 7                 | 12                | 328               | 5.º               |
| 2018      | ADAC Fórmula 4                                | Prema Theodore Racing        | 8                 | 0                 | 0                 | 1                 | 0                 | 35                | 12.º              |
| 2018      | Campeonato de Italia de Fórmula 4             | Prema Theodore Racing        | 6                 | 0                 | 0                 | 0                 | 0                 | 9                 | 20.º              |
| 2018-19   | MRF Challenge - Fórmula 2000                  | MRF Racing                   | 5                 | 0                 | 0                 | 0                 | 2                 | 50                | 9.º               |
| 2019      | Campeonato Asiático de F3                     | Hitech Grand Prix            | 15                | 5                 | 1                 | 5                 | 13                | 276               | 2.º               |
| 2019      | Campeonato Asiático de F3 - Serie de invierno | Hitech Grand Prix            | 3                 | 0                 | 0                 | 0                 | 2                 | 0                 | NC†               |
| 2019      | Eurofórmula Open                              | Double R Racing              | 16                | 0                 | 0                 | 0                 | 2                 | 79                | 11.º              |
| 2019-20   | Campeonato Asiático de F3                     | Pinnacle Motorsport          | 15                | 6                 | 4                 | 5                 | 10                | 229               | 2.º               |
| 2020      | Campeonato de Fórmula 3 de la FIA             | HWA RACELAB                  | 18                | 0                 | 0                 | 0                 | 0                 | 0                 | 26.º              |
| 2021      | Campeonato de Fórmula 3 de la FIA             | Trident                      | 20                | 4                 | 2                 | 1                 | 7                 | 179               | 2.º               |
| 2021      | Campeonato de Fórmula 2 de la FIA             | MP Motorsport                | 6                 | 0                 | 0                 | 0                 | 0                 | 7                 | 19.º              |
| 2022      | Campeonato de Fórmula 2 de la FIA             | Virtuosi Racing              | 28                | 3                 | 3                 | 4                 | 6                 | 128               | 6.º               |
| 2022      | Fórmula 1                                     | BWT Alpine F1 Team           | Piloto de pruebas | Piloto de pruebas | Piloto de pruebas | Piloto de pruebas | Piloto de pruebas | Piloto de pruebas | Piloto de pruebas |
| 2023      | Campeonato de Fórmula 2 de la FIA             | Invicta Virtuosi Racing      | 25                | 3                 | 2                 | 3                 | 5                 | 168               | 3.º               |
| 2023      | Fórmula 1                                     | BWT Alpine F1 Team           | Piloto de pruebas | Piloto de pruebas | Piloto de pruebas | Piloto de pruebas | Piloto de pruebas | Piloto de pruebas | Piloto de pruebas |
| 2024      | Fórmula 1                                     | BWT Alpine F1 Team           | 1                 | 0                 | 0                 | 0                 | 0                 | 0                 | 24.º              |
| 2025      | Fórmula 1                                     | BWT Alpine Formula 1 Team    | Disputándose      | Disputándose      | Disputándose      | Disputándose      | Disputándose      | Disputándose      | Disputándose      |
| Fuentes:  |                                               |                              |                   |                   |                   |                   |                   |                   |                   |

- † Doohan fue piloto invitado, por lo tanto no fue apto para sumar puntos.

## Resultados

### Campeonato de Fórmula 3 de la FIA
(Clave) (negrita indica pole position) (cursiva indica vuelta rápida puntuable)

| Año  | Escudería   | 1    | 1    | 2    | 2    | 3   | 3   | 4    | 4    | 5    | 5    | 6   | 6   | 7   | 7   | 8   | 8   | 9   | 9   | Pos. | Puntos | Ref.   |
| ---- | ----------- | ---- | ---- | ---- | ---- | --- | --- | ---- | ---- | ---- | ---- | --- | --- | --- | --- | --- | --- | --- | --- | ---- | ------ | ------ |
| 2020 | HWA RACELAB | SPI1 | SPI1 | SPI2 | SPI2 | BUD | BUD | SIL1 | SIL1 | SIL2 | SIL2 | BAR | BAR | SPA | SPA | MNZ | MNZ | MUG | MUG | 26.º | 0      | [ 42 ] |
| 2020 | HWA RACELAB | 14   | Ret  | 22   | 19   | Ret | 25  | Ret  | 27   | 26   | 21   | 14  | 15  | 12  | Ret | 17  | 21  | 13  | 11  | 26.º | 0      | [ 42 ] |

| Año  | Escudería | 1   | 1   | 1   | 2   | 2   | 2   | 3   | 3   | 3   | 4   | 4   | 4   | 5   | 5   | 5   | 6   | 6   | 6   | 7   | 7   | 7   | Pos. | Puntos | Ref.   |
| ---- | --------- | --- | --- | --- | --- | --- | --- | --- | --- | --- | --- | --- | --- | --- | --- | --- | --- | --- | --- | --- | --- | --- | ---- | ------ | ------ |
| 2021 | Trident   | BAR | BAR | BAR | LEC | LEC | LEC | SPI | SPI | SPI | BUD | BUD | BUD | SPA | SPA | SPA | ZAN | ZAN | ZAN | SOC | SOC | SOC | 2.º  | 179    | [ 13 ] |
| 2021 | Trident   | 17  | 8   | 2   | 7   | 5   | 1   | 3   | 7   | 27† | 9   | 13  | 3   | 12  | 1   | 1   | 6   | 19  | 4   | 15  | C   | 1   | 2.º  | 179    | [ 13 ] |

### Campeonato de Fórmula 2 de la FIA
(Clave) (negrita indica pole position) (cursiva indica vuelta rápida puntuable)

| Año  | Escudería     | 1   | 1   | 1   | 2   | 2   | 2   | 3   | 3   | 3   | 4   | 4   | 4   | 5   | 5   | 5   | 6   | 6   | 6   | 7   | 7   | 7   | 8   | 8   | 8   | Pos. | Puntos | Ref.   |
| ---- | ------------- | --- | --- | --- | --- | --- | --- | --- | --- | --- | --- | --- | --- | --- | --- | --- | --- | --- | --- | --- | --- | --- | --- | --- | --- | ---- | ------ | ------ |
| 2021 | MP Motorsport | SAK | SAK | SAK | MON | MON | MON | BAK | BAK | BAK | SIL | SIL | SIL | MNZ | MNZ | MNZ | SOC | SOC | SOC | YED | YED | YED | YMC | YMC | YMC | 19.º | 7      | [ 43 ] |
| 2021 | MP Motorsport |     |     |     |     |     |     |     |     |     |     |     |     |     |     |     |     |     |     | 11  | 5   | 13  | 11  | 8   | Ret | 19.º | 7      | [ 43 ] |

| Año  | Escudería               | 1   | 1   | 2   | 2   | 3   | 3   | 4   | 4   | 5   | 5   | 6   | 6   | 7   | 7   | 8   | 8   | 9   | 9   | 10  | 10  | 11  | 11  | 12  | 12  | 13  | 13  | 14  | 14  | Pos. | Puntos | Ref.   |
| ---- | ----------------------- | --- | --- | --- | --- | --- | --- | --- | --- | --- | --- | --- | --- | --- | --- | --- | --- | --- | --- | --- | --- | --- | --- | --- | --- | --- | --- | --- | --- | ---- | ------ | ------ |
| 2022 | Virtuosi Racing         | SAK | SAK | YED | YED | IMO | IMO | BAR | BAR | MON | MON | BAK | BAK | SIL | SIL | SPI | SPI | LEC | LEC | BUD | BUD | SPA | SPA | ZAN | ZAN | MNZ | MNZ | YMC | YMC | 6.º  | 128    | [ 16 ] |
| 2022 | Virtuosi Racing         | 10  | 10  | Ret | 9   | 11  | Ret | 6   | 2   | 7   | 4   | 11  | 13  | 1   | 9   | 3   | 19  | 4   | 5   | 1   | Ret | 2   | 1   | 9   | Ret | 6   | Ret | 7   | Ret | 6.º  | 128    | [ 16 ] |
| 2023 | Invicta Virtuosi Racing | SAK | SAK | YED | YED | MEL | MEL | BAK | BAK | MON | MON | BAR | BAR | SPI | SPI | SIL | SIL | BUD | BUD | SPA | SPA | ZAN | ZAN | MNZ | MNZ | YMC | YMC |     |     | 3.º  | 168    | [ 17 ] |
| 2023 | Invicta Virtuosi Racing | 11  | 16  | 7   | 2   | Ret | 8   | 17† | 15  | 6   | Ret | 5   | 6   | 7   | 4   | 3   | 4   | 10  | 1   | 5   | 1   | 6   | DNS | 9   | 6   | 6   | 1   |     |     | 3.º  | 168    | [ 17 ] |

### Fórmula 1
(Clave) (negrita indica pole position) (cursiva indica vuelta rápida)

| Año     | Escudería                 | 1       | 2      | 3      | 4      | 5      | 6       | 7   | 8   | 9      | 10  | 11  | 12     | 13  | 14  | 15  | 16  | 17  | 18  | 19     | 20     | 21  | 22     | 23  | 24     | Pos. | Puntos |
| ------- | ------------------------- | ------- | ------ | ------ | ------ | ------ | ------- | --- | --- | ------ | --- | --- | ------ | --- | --- | --- | --- | --- | --- | ------ | ------ | --- | ------ | --- | ------ | ---- | ------ |
| 2022    | BWT Alpine F1 Team        | BHR     | ARA    | AUS    | EMI    | MIA    | ESP     | MON | AZE | CAN    | GBR | AUT | FRA    | HUN | BEL | NED | ITA | SIN | JPN | USA    | MEX TD | SÃO | ABU TD |     |        |      |        |
| 2023    | BWT Alpine F1 Team        | BHR     | ARA    | AUS    | AZE    | MIA    | MON     | ESP | CAN | AUT    | GBR | HUN | BEL    | NED | ITA | SIN | JPN | QAT | USA | MEX TD | SÃO    | LVG | ABU TD |     |        |      |        |
| 2024    | BWT Alpine F1 Team        | BHR     | ARA    | AUS    | JPN    | CHN    | MIA     | EMI | MON | CAN TD | ESP | AUT | GBR TD | HUN | BEL | NED | ITA | AZE | SIN | USA    | MEX    | SÃO | LVG    | QAT | ABU 15 | 24.º | 0      |
| 2025*   | BWT Alpine Formula 1 Team | AUS Ret | CHN 13 | JPN 15 | BHR 14 | ARA 17 | MIA Ret | EMI | MON | ESP    | CAN | AUT | GBR    | BEL | HUN | NED | ITA | AZE | SIN | USA    | MEX    | SÃO | LVG    | QAT | ABU    | 21.º | 0      |
| Fuente: |                           |         |        |        |        |        |         |     |     |        |     |     |        |     |     |     |     |     |     |        |        |     |        |     |        |      |        |

- * Temporada en progreso.